# Anoda pentaschista
Anoda pentaschista là một loài thực vật có hoa trong họ Cẩm quỳ. Loài này được A.Gray mô tả khoa học đầu tiên năm 1853.